# Vayssierea elegans
Vayssierea elegans is een slakkensoort uit de familie van de Okadaiidae. De wetenschappelijke naam van de soort is, als Okadaia elegans, voor het eerst geldig gepubliceerd in 1930 door Baba.